# Johann Niederwieser
Johann Niederwieser, detto Stabeler (Campo Tures, 8 agosto 1853 – Cima delle Pecore, 22 settembre 1902), è stato un alpinista e guida alpina austriaca, guidò numerose prime ascensioni, soprattutto nelle Dolomiti capo cordata di numerosi alpinisti famosi e personalità del suo tempo, come Karl Diener, Theodor Wundt e Ludwig Darmstaedter.

## Biografia
Johann Niederwieser, rimasto orfano in tenera età, dopo un breve periodo di scuola fu mandato dal padre a lavorare come pastore presso un contadino, familiarizzando così con la vita di montagna. In seguito, diventò muratore di professione, guadagnandosi da vivere anche come boscaiolo e dedicandosi al bracconaggio.
La sua carriera di guida alpina iniziò nel 1876 con una gita al Großer Löffler, un'importante cima sulla cresta principale delle Alpi della Zillertal vicino alla sua città natale. Superò la parte pratica dell'esame di guida alpina nel 1877. Essendo analfabeta, tuttavia, superò solo l'esame teorico grazie al supporto preparatorio di Josef Daimer, il medico della sua città natale.
In qualità di guida alpina ufficiale, Niederwieser condusse diverse prime ascensioni nella cresta principale della Zillertal e nel vicino gruppo delle Vedrette di Ries. Niederwieser dimostrò le sue capacità con tour estremamente lunghi, ad esempio, scalò il Turnerkamp e il Grosser Möseler in un giorno. La sua reputazione di guida alpina fu minacciata nel luglio 1880, quando un ospite, l'avvocato di Colonia Otto Welter, morì in una caduta in un crepaccio sul Neveser Ferner mentre scendeva dal Grosser Möseler. La sua reputazione fu in seguito ripristinata quando Emil Zsigmondy lo difese e chiarì che Niederwieser aveva fatto tutto l'umanamente possibile per salvare l'uomo caduto.
Nel 1881 conobbe il geologo e paleontologo viennese Karl Diener, che accompagnò in numerose escursioni nel Tirolo. In seguito fece da guida al medico viennese Hans Helversen, con il quale effettuò la prima ascensione di tre torri del Vajolet nel 1892, e al chimico tedesco Ludwig Darmstaedter, con il quale effettuò numerose altre prime ascensioni nelle Dolomiti.
Oltre alle Dolomiti e alle montagne della sua terra natale, Niederwieser viaggiò anche nelle Alpi occidentali, tra cui il Monte Bianco, il Dente del Gigante, le Grandes Jorasses e il Cervino. Nel 1899, viaggiò con Ludwig Darmstaedter negli Alti Tatra, dove aprirono una nuova via verso la Gerlsdorfer Spitze, la montagna più alta di questa catena. Il 22 settembre 1902, Niederwieser subì una caduta fatale da una torre di roccia sulla cresta della Cima delle Pecore. Durante la discesa, una roccia a cui Niederwieser si era aggrappato ruppe la corda, l'ospite con cui stava intraprendendo questa escursione di prova alla vigilia di una prevista scalata del Großer Löffler vicino al Chemnitzer Hütte fu solo leggermente ferito dalla corda che gli tagliò le mani. 
Johann Niederwieser lasciò la moglie Marie Niederwieser e cinque figli. In onore di Johann Niederwieser, una delle torri del Vajolet da lui scalate per la prima volta è chiamata "Stabelerturm". Dal 1978, il sentiero d'alta quota che porta dal rifugio Chemnitzer al rifugio Schwarzenstein è chiamato sentiero Stabeler.